# Cully Jazz Festival
Le Cully Jazz Festival est un festival musical organisé chaque année entre la fin du mois de mars et le début du mois d’avril à Cully, au bord du lac Léman. Fondé en 1983 par Daniel Thentz et Emmanuel Gétaz, il attire 65 000 personnes pour une quarantaine de concerts répartis sur trois scènes : Le Chapiteau, le Temple et le Next Step. En parallèle, le Festival OFF, apparu en 1986, permet à de jeunes artistes de se produire dans plus d'une dizaine de cafés et caveaux de la ville.

## Historique
Le Cully Jazz Festival a été créé en 1983 par deux amis, Emmanuel Gétaz et Daniel Thentz. D'abord organisé en société simple, les membres du comité d'organisation ont décidé de constituer une association de droit privé en 1997. 
De 1983 à 1995, les concerts principaux avaient lieu dans la salle Davel, au centre du village de Cully. Un incendie l'ayant détruite en novembre 1995, les organisateurs décidèrent de monter un chapiteau sur la Place d'Armes, au bord du lac. Cette décision a permis de donner un nouvel essor au festival, puisque le lieu des concerts principaux est passé de 400 à 600 puis 950 places assises.
La Fondation Lavaux-Cully-Jazz a été créée en 1987 dans le but de soutenir le festival et de promouvoir le jazz dans le district de Lavaux.
Dès les premières années, les habitants et en particulier les vignerons du bourg de Cully ont ouvert les portes de leur caveau pour y accueillir musiciens et festivaliers. Le Festival OFF propose une douzaine de scènes où tous les styles de jazz se rencontrent.
Voilà 36 ans que le Cully Jazz Festival demeure fidèle aux valeurs qui font son succès : la qualité de sa programmation musicale, l’engagement bénévole et la fidélisation du public rendue possible grâce à un cadre naturel merveilleux et un accueil chaleureux.
Avec ses trois scènes que sont le Chapiteau, le Next Step et le Temple, le Festival IN peut se targuer d’avoir accueilli des artistes aussi prestigieux que Bobby Mc Ferrin, Wayne Shorter, Gilberto Gil, Madeleine Peyroux, Marianne Faithfull, Charles Lloyd, Jan Garbarek, Carla Bley, Marcus Miller, Michel Petrucciani, John Scofield, Ahmad Jamal, Randy Weston, Thomas Dutronc, Monty Alexander, Gregory Porter ou encore Lisa Simone.
La 36ème édition du Cully Jazz Festival a eu lieu du 13 au 21 avril 2018. Avec ses 9 jours de musique, ses quelque 39 concerts payants et ses 90 concerts gratuits, le Cully Jazz Festival est devenu un rendez-vous incontournable pour les amateurs de jazz et d’ambiance chaleureuse. En 2017, ce ne sont pas moins de 65 000 personnes qui ont envahi les ruelles, les caveaux et les quais de Cully.
Le 9 mars 2020, on annonce que la 38ème édition du Cully Jazz Festival est annulée pour cause de pandémie.

### Programmation des dernières éditions(fr)
| Programme 2016 | Programme 2015 | Programme 2014 | Programme 2013 |
| Programme 2012 | Programme 2011 | Programme 2010 |                |